# Klippan
Klippan – miejscowość (tätort) w południowej Szwecji, w regionie administracyjnym (län) Skania. Siedziba władz (centralort) gminy Klippan.
W 2010 roku Klippan liczyło 8116 mieszkańców.

## Geografia
Klippan położone jest w północno-zachodniej części prowincji historycznej (landskap) Skania, na prawym brzegu rzeki Rönne å, ok. 25 km na południowy wschód od Ängelholmu.

## Historia
Historia Klippan związana jest z najstarszą w Skandynawii, założoną w 1573 roku nad rzeką Rönne å, papiernią (Klippans bruk). Miejscowość nosiła wtedy nazwę Åby. W 1898 roku zmieniono jej nazwę na Åby-Klippan, zaś w 1944 roku na Klippan (tak jak stacja kolejowa od 1875). Zmiana ta była związana z budową linii kolejowej Helsingborg – Hässleholm (Helsingborg – Hässleholms Järnväg- HHJ), otwartej w 1875 roku. Istniała już stacja o nazwie Åby niedaleko Norrköping i dwie stacje nie mogły nazywać się identycznie. Nazwa Klippan pochodzi od nazwy młyna przy papierni Klippans bruk.